# 聖人之路

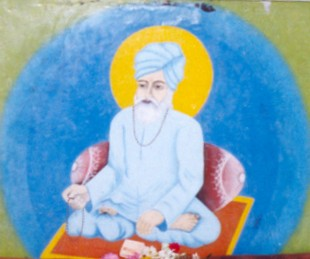
谢赫穆罕默德（1560-1650）是一位穆斯林圣诗人，受到印度教徒的尊敬。

聖人之路（Sant Mat）是一個跨宗教的靜坐團體，在台灣亦有分支。聖人之路大約從13世紀在印度次大陸開始發展，教導一種向內的平均主義，愛奉獻給神聖的原則，反對印度教的种姓制度的定性區別，以及那些印度教徒跟穆斯林之間的分別。

## 外部連結
- 台灣聖人之路官方網站 （页面存档备份，存于）